# Cimitero della Misericordia (Prato)
Il cimitero della Misericordia di Prato è uno cimiteri più ampi della città e deve il suo nome alla locale arciconfraternita della Misericordia. Come in altre città toscane, è un cimitero privato e strettamente cattolico, nato in risposta ai sobri cimiteri pubblici sorti dopo l'editto di Saint-Germain, e per questo tipicamente scelto dalle élite cittadine che gli diedero un carattere tipicamente monumentale. Il cimitero pubblico comunale a Prato è invece il cimitero della Chiesanuova.

## Storia e descrizione
Il cimitero sorse inizialmente nel 1873 su un terreno poco distante dalle mura cittadine, fuori dalla distrutta "Porta al Leone" e dal bastione di San Giusto, con un campo di forma quadrilatera su progetto del pratese Fortunato Rocchi. Era diviso in quattro settori e circordato da una serie di cappelle gentilizie (realizzate tra il 1874 e il 1893) inquadrate da arcate ogivali e pilastri neomedievali. Sul lato meridionale, opposto all'entrata, venne costruita la cappella dedicata al Santissimo Redentore, in bozze di alberese con facciata a capanna.
Un secondo campo venne aggiunto alle spalle della cappella nel 1894, su progetto di Giacomo Roster con modifiche di Luigi Salvi Cristiani e concluso solo verso il 1915. Pure in stile neogotico, si tratta del campo con al centro i monumenti ai caduti della prima guerra mondiale e tutto intorno le cappelle più ricche di decorazioni, tra lo stile Liberty e Déco, alcune decorate dalla manifattura Chini e da scultori come Oreste Chilleri; spiccano inoltre la cappella Berni, con affreschi di Sergio Fiaschi, quella Bellandi, con opere di Vitaliano De Angelis, quella Lorini, con due ritratti di Alessandro Franchi, quelle Pacchiani e Salvi-Cristiani con opere del veronese Giovanni Battista Troiani. 
Altri due campi, con annessi, vennero aggiunti nel 1967 su progetto di Umberto Fiaschi. Nel primo si trova anche una cripta con le spoglie dei deportati pratesi nei campi di concentramento durante la seconda guerra mondiale.